# Wengental

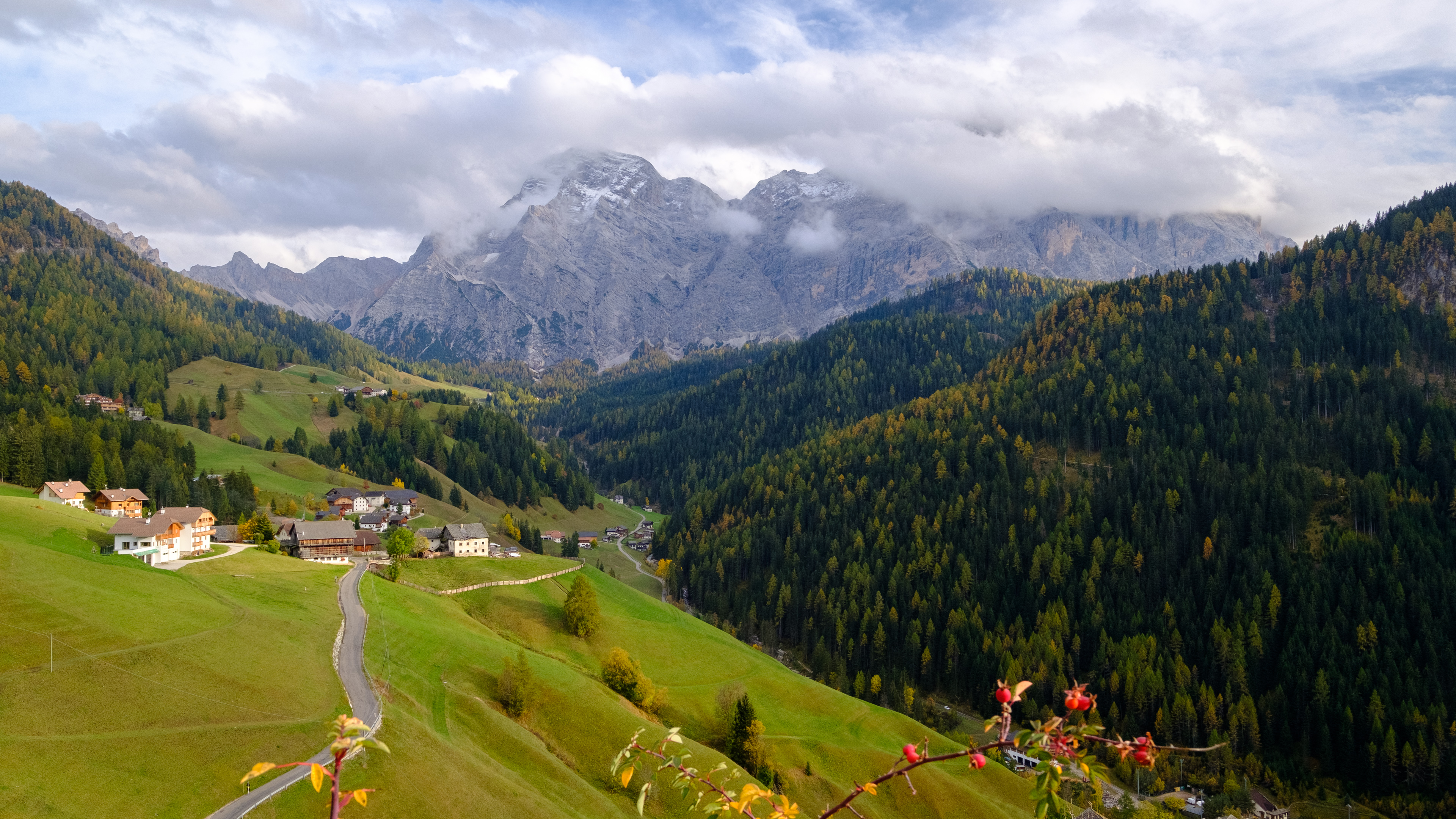
Blick ins Wengental im Herbst 2019

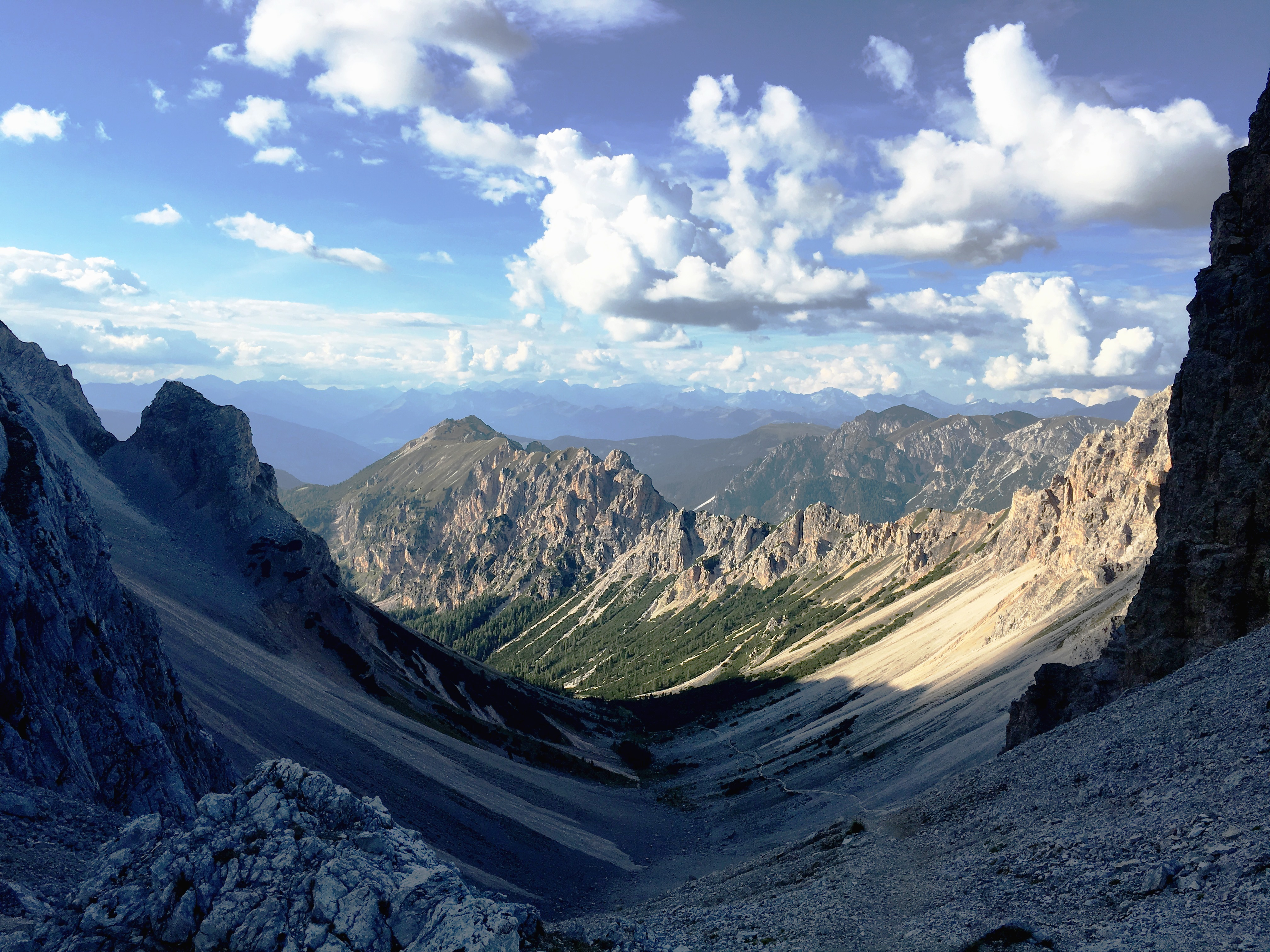
Das Fanestal, der oberste Abschnitt des Wengentals

Das Wengental, auch Wengener Tal (ladinisch Val de Spëscia, italienisch Val di Spessa), ist ein orographisch rechtes Seitental des Gadertals in Südtirol. Es zweigt im mittleren Gadertal bei Pederoa ab und führt in grob östliche Richtung in die Dolomiten hinein, wobei es von Bergen der Fanesgruppe umgeben ist. Entwässert wird es durch den Wengener Bach (Rü de Ćiampló), der in die Gader mündet. Administrativ gehört das gesamte Tal zur Gemeinde Wengen.
In seinem unteren Abschnitt bietet das Wengental mehreren Ortschaften Platz, unter denen das Dorf St. Genesius (1320–1400 m s.l.m., San Senese) das bedeutendste ist. Nordseitig grenzen die Kreuzspitze (2021 m) und der Paresberg (2396 m) das Wengental zum Enneberger Tal ab; über dem bereits im Naturpark Fanes-Sennes-Prags unter Schutz gestellten Talschluss ragen die Antonispitze (2655 m), der Neuner (2968 m) und der Zehner (3026 m) auf. Der oberste Talabschnitt, der sich zwischen Antonispitze und Neuner zum Antonijoch hinaufzieht, wird Fanestal (Val de Fanes) genannt.
Für den allgemeinen Kraftverkehr erreichbar ist das Tal über die bei Pederoa ihren Anfang nehmende Talstraße.